# Baizhang, Guangxi
Baizhang (kinesiska: 百丈乡, 百丈) är en socken i Kina. Den ligger i den autonoma regionen Guangxi, i den södra delen av landet, omkring 210 kilometer nordost om regionhuvudstaden Nanning. Antalet invånare är 13434. Befolkningen består av 6 502 kvinnor och 6 932 män. Barn under 15 år utgör 19,0 %, vuxna 15-64 år 66 %, och äldre över 65 år 14,0 %.
Genomsnittlig årsnederbörd är 2 140 millimeter. Den regnigaste månaden är maj, med i genomsnitt 389 mm nederbörd, och den torraste är oktober, med 36 mm nederbörd.